# Bolșevic

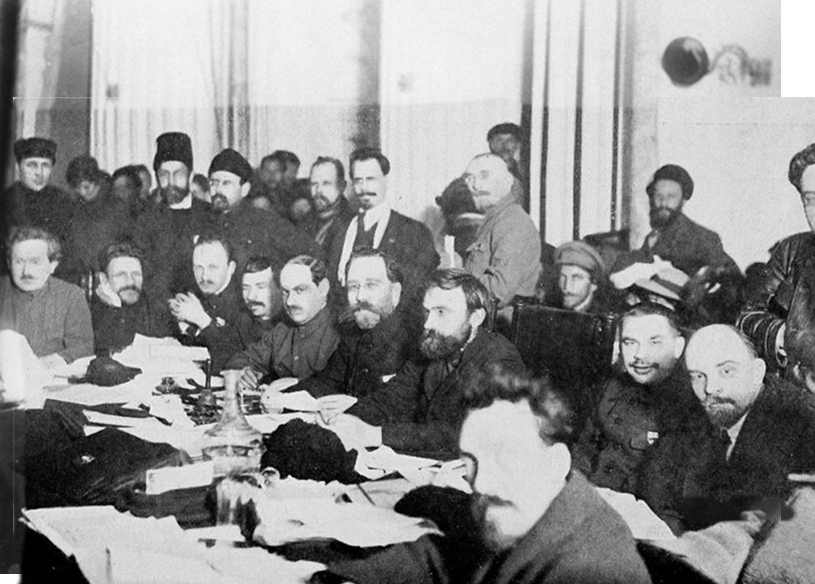
Întâlnire a membrilor Partidului Bolșevic

Bolșevic ("большеви́к", derivat din rusă ce înseamnă, în traducere liberă, "membru al majorității") este denumirea care a fost dată unei persoane membre a facțiunii bolșevicilor din Partidul Social Democrat al Muncii din Rusia (PSDMR), partidul marxist condus de Vladimir Ilici Lenin, care a preluat puterea în Rusia în 1917, pe timpul Revoluției din Octombrie.
Cealaltă facțiune a PSDMR s-a numit menșevici, derivat din cuvântul "minoritate". Ruptura dintre cele două facțiuni a apărut la al doilea Congres al Partidului, în 1903.
La scurtă vreme după preluarea puterii în urma revoluției ruse din 1917, bolșevicii și-au schimbat numele în Partidul Comunist din toată Rusia (Bolșevicii) în 1918, și după această dată au fost numiți, în general, "Partidul Comunist" . La titulatura de "bolșevic", partidul - care în anii 1940 s-a numit Partidul Comunist al Uniunii Sovietice (Bolșevic) - a renunțat abia în anul 1952. 
Cuvântul "bolșevic" este uneori sinonim cu acela de "comunist". El a fost deseori folosit de oamenii de dreapta din afara Uniunii Sovietice cu titlu peiorativ la adresa simpatizanților stângii, dintre care nu toți erau neapărat comuniști. Programul politic al bolșevicilor a fost deseori numit bolșevism.

## Originile
La al doilea Congres al PSDMR ținut în Belgia în 1903, Lenin a prezentat poziția sa în legătură cu organizarea partidului după modelul centralismului democratic, ca un mic partid de "revoluționari de profesie", care să lucreze în mod activ la răsturnarea guvernului țarist. (Argumentele lui Lenin au fost prezentate în eseul "Un pas înainte, doi pași înapoi "). 
Oponenții săi, cel mai cunoscut fiind Julius Martov, erau favorabili unei politici de cadre mai deschise, în care oricine ar fi fost de acord cu țelurile partidului ar fi putut fi acceptat ca membru, chiar dacă nu ar fi luptat pentru revoluție. Lenin a pierdut la vot cu 28 la 23 și partidul s-a scindat datorită acestei neînțelegeri. Facțiunea care l-a sprijinit pe Lenin au devenit bolșevică iar cei care i s-au opus, menșevică. Facțiunea lui Lenin și-a luat numele de la cuvântul rusesc (больше) care înseamnă "mai mult", "mai mare", cu toate că ei au pierdut votul și erau de fapt facțiunea mai puțin numeroasă. S-ar putea explica prin faptul că ei au câștigat un vot la congres în problema compoziției comitetului redacțional al ziarului Iskra (Scânteia). Prin cuvântul bolșevic, care își avea originea în procedura votului, a început să se înțeleagă mai apoi cei care voiau mai mult, care erau mai radicali decât menșevicii, care voiau mai puțin. Acestea erau înțelesurile termenilor, așa cum au fost ele în mod general percepute peste graniță. În engleză, spre exemplu, pentru o perioadă de timp "bolșevic" a fost tradus ca "maximalist" iar "menșevic" ca "minimalist". 
Cele două facțiuni ale PSDMR-ului au încercat să se reunifice în 1907 și au întreținut câțiva ani iluzia ca erau o organizație politică unită. Facțiunile s-au separat definitiv în 1912, când bolșevicii au eșuat în încercarea de a prelua frâiele puterii în PSDMR. În consecință, ei au încetat să mai fie o facțiune în PSDMR, în schimb s-au declarat un partid independent, cu toate că au menținut denumirea PSDMR (Bolșevic). 
Bolșevicii erau adepții organizării partidului în o ierarhie puternic centralizată care avea ca scop răsturnarea regimului țarist și cucerirea puterii. Cu toate că ei nu erau un corp complet monolitic, erau caracterizați printr-o supunere rigidă la conducerea comitetului central, bazată pe noțiunea de centralism democratic. Menșevicii erau în favoarea unei politici de cadre mai deschisă și au adoptat ideea cooperării cu alte grupuri socialiste și chiar unele nesocialiste din Rusia. Bolșevicii refuzau în general să coopereze cu partidele liberale sau radicale și chiar cu alte organizații socialiste (pe care le etichetau drept burgheze), deși, uneori, Lenin a făcut alianțe tactice
Lev Troțki a fost mai întâi un menșevic în 1903, dar a devenit în curând un independent și nu a fost membru al nici unei facțiuni până în 1917, când s-a înrolat în tabăra lui Lenin, devenind un bolșevic după Revoluția din Februarie, când a ajuns să creadă că evenimentele au confirmat teoriile lui Lenin. 
Bolșevicii au jucat un rol neînsemnat în revoluția din 1905 și erau minoritari în Sovietul Deputaților Muncitorilor din Sankt Peterburg condus de Lev Troțki. Sovietul mai puțin important din Moscova era însă dominat de bolșevici. Aceste consilii au devenit modelele sovietelor formate în 1917. 
Pe timpul Primului Război Mondial, bolșevicii au luat o poziție internaționalistă, care sublinia solidaritatea dintre muncitorii din Rusia, Germania și din restul lumii și s-au desprins din A Doua Internațională Socialistă atunci când partidele ei conducătoare nu au încetat sprijinirea propriilor națiuni în conflict.

## Revoluția din Februarie1917
Revoluția din Februarie 1917 a izbucnit când țarul Nicolae al II-lea al Rusiei a încercat să dizolve Duma. Corpul legiuitor s-a opus și a proclamat un guvern provizoriu. Țarul a abdicat lăsând guvernul provizoriu la putere. 
În vreme ce menșevicii și alți socialiști moderați erau de părere că Rusia trebuia să meargă pe calea democrației parlamentare, bolșevicii doreau un partid unic, o dictatură a proletariatului și credeau că în Rusia ar putea apare scânteia care ar conduce Europa la o transformarea socialistă și nu aveau nici o intenție să-și modereze programul. 
Lenin și alți bolșevici exilați s-au reîntors în țară. Partidul Bolșevic din Petrograd, care era sub controlul lui Stalin, sprijinea guvernul provizoriu. Lenin s-a opus acestei linii în articolul Tezele din Aprilie și bolșevicii au devenit opozanți ai guvernului, lansând lozinca Pâine, pace și țara, cu care încercau să câștige de partea lor clasa muncitorilor de la orașe, soldații și populația țărănească extrem de numeroasă. Unii menșevici radicali precum Lev Troțki s-au alăturat bolșevicilor acum. Și Stalin și-a schimbat poziția și a hotărât să-l sprijine pe Lenin. 
Pe 19 iulie, guvernul lui Kerensky a ordonat arestarea liderilor bolșevici . Lenin a scăpat de sub urmărire, s-a ascuns și a scris Statul și Revoluția, articol în care își sublinia ideile sale despre un guvern socialist. 
Represiunea împotriva bolșevicilor a încetat când guvernul lui Kerenski a fost amenințat de o rebeliune condusă de generalul Kornilov. Bolșevicii au organizat miliții populare pentru apărarea Petrogradului însumând 25.000 de luptători și au convins trupele lui Kornilov să nu atace, acestea din urmă au depus armele, rebeliunea a eșuat iar Kornilov a fost arestat. 
În această perioadă s-a dezvoltat o situație caracterizată prin dualitatea puterii. În timp ce legislativul și guvernul provizoriu erau controlate de Kerensky în alianță cu menșevicii și Partidul Socialist Revoluționar, consiliile muncitorilor și soldaților, sovietele își întăreau influența sub conducerea bolșevicilor. 
Pe 10 octombrie, Comitetul Central bolșevic a înființat un birou politic mai mic, Politburo, care să conducă treburile partidului ținând seama de nevoia în creștere de indicații pentru acțiunile imediate. Bubnov, Zinoviev, Kamenev, Lenin, Sokolnikov, Stalin și Troțki au fost aleși în acest organ restrâns de conducere, care a funcționat două săptămâni, fiind dizolvat pe 25 octombrie 1917, odată cu cucerirea puterii de către bolșevici în timpul Revoluției din Octombrie . 
Comitetul Central al bolșevicilor a dezbătut problema dezlănțuirii unei insurecții. Lenin și-a îndemnat bolșevicii să răstoarne guvernul provizoriu. Zinoviev și Kamenev au fost singurii membri ai Comitetului Central care au fost împotriva insurecției. Ei au făcut o mișcare neobișnuită, făcându-și publice obiecțiunile în paginile ziarului Pravda (Adevărul), un act care aproape că le-a adus excluderea din partid pentru încălcarea disciplinei.

## Revoluția din Octombrie
Atunci când Kerensky a acționat împotriva bolșevicilor pe 22 octombrie, ordonând arestarea Consiliului Militar Revoluționar, interzicându-le ziarul și tăind comunicațiile telefonice ale cartierului general bolșevic de la Institutul Smolnîi, Troțki a cerut ca planurile pentru răsturnarea guvernului să fie puse în practică. Lenin a fost de aceeași părere și pe 24 octombrie (stil vechi) s-au dat ordine Gărzilor Roșii bolșevice să ocupe punctele cheie ale orașului și să asedieze Palatul de Iarnă, unde își avea sediu central Guvernul provizoriu. 
Bolșevicii au lansat sloganul Toată puterea - sovietelor, ceea ce însemna că țara ar fi trebuit condusă de consiliile muncitorilor și soldaților, iar nu de un parlament ales. 
Pe 25 octombrie (stil vechi) / 7 noiembrie 1917, Congresul Sovietelor din Toată Rusia a încredințat puterea Consiliul Sovietic al Comisarilor Poporului avându-i pe Lenin ca președinte, pe Troțki drept comisar al Armatei Roșii și ministru al afacerilor externe și pe alți bolșevici ocupând diversele funcții a ceea ce a devenit noul guvern al țării. 
În martie 1918, s-a întrunit al șaptelea Congres al Partidului Social Democratic al Muncii (Bolșevicii) în timpul căruia Lenin a impus schimbarea numelui partidului în acela de Partidul Comunist din toată Rusia (Bolșevicii). Chiar și după schimbarea numelui, partidul a fost cunoscut în general ca Partidul Comunist, (supranumele de Bolșevic dăinuind până în 1918).

## Articole asociate
- Marxism
- Listă de socialiști - Bolșevici
- Uniunea Sovietică
- Istoria Uniunii Sovietice
- Revoluția rusă, cunoscută și sub numele de revoluția bolșevică.
- Partidul Comunist al Uniunii Sovietice
- Istoria evreilor din Rusia și din Uniunea Sovietică
- EvSecția
- Dușman al poporului
- Vechi bolșevic